# Tlachene Cove
Die Tlachene Cove (englisch; bulgarisch залив Тлачене saliw Tlatschene; im Vereinigten Königreich Hopkins Cove) ist eine 4 km breite und 3,6 km lange Bucht an der Loubet-Küste des Grahamlands auf der Antarktischen Halbinsel. Als Nebenbucht der Darbel Bay liegt sie südwestlich des Kudelin Point und nordöstlich des Gostilya Point. Sie wurde durch den Rückzug des Hopkins-Gletschers in den 1980er und 1990er Jahren freigelegt.
Britische Wissenschaftler kartierten sie 1976. Die bulgarische Kommission für Antarktische Geographische Namen benannte sie 2013 nach der Ortschaft Tlatschene im Nordwesten Bulgariens. Das UK Antarctic Place-Names Committee benannte sie dagegen 2016 wie den Hopkins-Gletscher nach dem britischen Medizin-Nobelpreisträger Frederick Gowland Hopkins (1861–1947).